# Barbara Cabrita
Barbara Cabrita (Trappes, 9 maggio 1982) è una modella francese di origine portoghese.

## Filmografia
- Les Amateurs regia di Martin Valente (2003)
- Just Inès regia di Marcel Grant (2010)
- A Gaiola Dourada regia di Ruben Alves(2013)
- La French regia di Cédric Jimenez (2014)
- Matrimonio rosso sangue (Alliances rouge sang), regia di Marc Angelo (2016)
- I fantasmi di Le Havre (Les fantomes du Havre), regia di Thierry Binisti (2018)
- Note d'amore (2018)